# Ібаргойті
Ібаргойті (ісп. Ibargoiti) — муніципалітет в Іспанії, у складі автономної спільноти Наварра. Населення — 249 осіб (2009).
Муніципалітет розташований на відстані близько 310 км на північний схід від Мадрида, 20 км на південний схід від Памплони.
На території муніципалітету розташовані такі населені пункти: (дані про населення за 2009 рік)
- Абінсано: 16 осіб
- Селігета: 1 особа
- Ідосін: 45 осіб
- Іско: 57 осіб
- Лекаун: 4 особи
- Салінас-де-Ібаргойті: 120 осіб
- Сенгаріс: 2 особи
- Весолья: 1 особа
- Сабальса-де-Ібаргойті: 3 особи

## Демографія
Динаміка населення (INE ):

## Галерея зображень

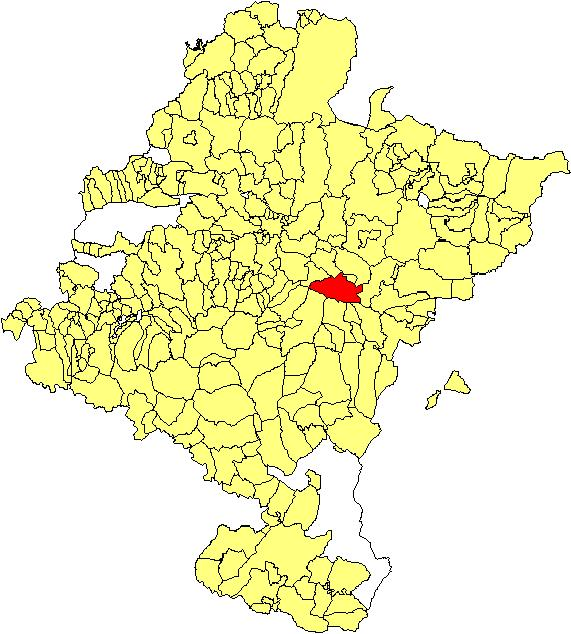
Розташування муніципалітету